# Anisomycopsis rosae
Anisomycopsis rosae är en svampart som beskrevs av I. Hino & Katum. 1964. Anisomycopsis rosae ingår i släktet Anisomycopsis, ordningen Diaporthales, klassen Sordariomycetes, divisionen sporsäcksvampar och riket svampar.   Inga underarter finns listade i Catalogue of Life.